# Три башни Иокогамы
Три башни Иокогамы — группа исторических башен, расположенных в Порту Иокогамы. Им были даны названия «Король», «Дама» и «Валет». Лучший вид на эти три башни открывается с пристани Осамбаси.

## Легенда
Существует легенда, что если пойти в место, откуда можно увидеть сразу все три башни, и оттуда загадать желание, то оно обязательно исполнится. Также считается, что эти три башни приносят счастье всем, ведь им самим посчастливилось пережить Великое землетрясение Канто в 1923 году.
- Здание таможни Иокогамы (Дама)
- Здание Офиса префектуры Канагава (Король)
- Мемориальный зал открытия порта Иокогамы (Валет)
- Две из трех башен Иокогамы в 1945 году